# Jetis (Kemangkon)
Jetis is een bestuurslaag in het regentschap Purbalingga van de provincie Midden-Java, Indonesië. Jetis telt 2819 inwoners (volkstelling 2010).